# بريتسلاف
بريتسلاف (بالتشيكية: Břeclav)‏ هي بلدة في إقليم جنوب مورافيا في جمهورية التشيك، وهي مركز مقاطعة بريتسلاف.
يبلغ عدد سكان هذه البلدة 24,956 حسب إحصاء في سنة 2014.

## المناخ
يظهر الجدول التالي التغييرات المناخية على مدار السنة لبريتسلاف:
| البيانات المناخية لـبريتسلاف      | البيانات المناخية لـبريتسلاف | البيانات المناخية لـبريتسلاف | البيانات المناخية لـبريتسلاف | البيانات المناخية لـبريتسلاف | البيانات المناخية لـبريتسلاف | البيانات المناخية لـبريتسلاف | البيانات المناخية لـبريتسلاف | البيانات المناخية لـبريتسلاف | البيانات المناخية لـبريتسلاف | البيانات المناخية لـبريتسلاف | البيانات المناخية لـبريتسلاف | البيانات المناخية لـبريتسلاف | البيانات المناخية لـبريتسلاف |
| الشهر                             | يناير                        | فبراير                       | مارس                         | أبريل                        | مايو                         | يونيو                        | يوليو                        | أغسطس                        | سبتمبر                       | أكتوبر                       | نوفمبر                       | ديسمبر                       | المعدل السنوي                |
| --------------------------------- | ---------------------------- | ---------------------------- | ---------------------------- | ---------------------------- | ---------------------------- | ---------------------------- | ---------------------------- | ---------------------------- | ---------------------------- | ---------------------------- | ---------------------------- | ---------------------------- | ---------------------------- |
| متوسط درجة الحرارة الكبرى °م (°ف) | 1.5 (34.7)                   | 4.2 (39.6)                   | 9.4 (48.9)                   | 15.4 (59.7)                  | 20.5 (68.9)                  | 23.8 (74.8)                  | 25.7 (78.3)                  | 25.2 (77.4)                  | 20.9 (69.6)                  | 14.9 (58.8)                  | 7.9 (46.2)                   | 3.3 (37.9)                   | 14.4 (57.9)                  |
| المتوسط اليومي °م (°ف)            | −1.4 (29.5)                  | 0.7 (33.3)                   | 4.7 (40.5)                   | 9.8 (49.6)                   | 14.6 (58.3)                  | 18.0 (64.4)                  | 19.5 (67.1)                  | 19.1 (66.4)                  | 15.2 (59.4)                  | 9.9 (49.8)                   | 4.7 (40.5)                   | 0.6 (33.1)                   | 9.6 (49.3)                   |
| متوسط درجة الحرارة الصغرى °م (°ف) | −4.3 (24.3)                  | −2.7 (27.1)                  | 0.1 (32.2)                   | 4.3 (39.7)                   | 8.8 (47.8)                   | 12.2 (54.0)                  | 13.4 (56.1)                  | 13.1 (55.6)                  | 9.6 (49.3)                   | 5.0 (41.0)                   | 1.5 (34.7)                   | −2.0 (28.4)                  | 4.9 (40.8)                   |
| الهطول مم (إنش)                   | 34 (1.3)                     | 33 (1.3)                     | 37 (1.5)                     | 45 (1.8)                     | 66 (2.6)                     | 83 (3.3)                     | 83 (3.3)                     | 74 (2.9)                     | 49 (1.9)                     | 41 (1.6)                     | 48 (1.9)                     | 41 (1.6)                     | 634 (25.0)                   |
| المصدر: climate-data.org          |                              |                              |                              |                              |                              |                              |                              |                              |                              |                              |                              |                              |                              |

## توأمة
لبريتسلاف اتفاقيات توأمة مع كل من:
- بلدة بيفيرنو
- ترنافا

## اقرأ أيضاً
- مقاطعة بريتسلاف